# باغ در باغ
باغ در باغ یا باغ اندر باغ باغ در گستره‌های طبیعی یا گستره‌های شهری می‌تواند به صورت باغ منفرد مطرح شود. در این صورت اغلب، آب از این باغ منفرد به خانه‌ها و کشتزارهای اطراف جریان پیدا می‌کند. در صورتی که در سیر آب، باغ دیگری شکل گیرد آن باغ منفرد بوده و در رابطه بلافاصل با باغ اصلی قرار می‌گیرد. موقعیت دیگر زمانی است که در گستره‌های طبیعی یا گستره‌های شهری توسعه باغبه صورت پیوسته مطرح می‌شود در این حالت منطقا مسیر حرکت آب و هم چنین عوارض زمین در انتخاب جانب توسعه نقش مهمی دارند و باغ اندر باغ‌ها را شکل می‌دهند.
از نمونه‌های باغ اندر باغ که ساختار بخشی از شهر شکل می‌دهند می‌توان به بخشی از مجموعه باغ‌های سلطنتی دوره صفویه در جنب میدان نقش جهان اشاره کرد که عمارت عالی قاپو در واقع سردر ورودی به این مجموعه باغ‌ها بوده است. هم چنین ساختار شهرهایی مانند شیراز در دوره زندیه نیز به این ایده نزدیک اند.